# Électre (Pléiade)
Pour les articles homonymes, voir Électre (homonymie).
Dans la mythologie grecque, Électre (en grec ancien Ἠλέκτρα / Êléktra signifiant « ambrée »), fille d'Atlas et de Pléioné, est une des sept Pléiades. Unie à Zeus, elle est la mère de Dardanos, Émathion, Iasion et (selon les auteurs) Harmonie.

## Famille

### Ascendance
Électre est la fille du titan Atlas et de l'Océanide Pléioné. Cela fait d'elle la petite-fille de Japet ou Ouranos et de Thémis, Clymène ou Asia (suivant les versions) de par son père et d'Océan et de Téthys de par sa mère. Une version mineure par Hygin donne aussi les Pléiades comme les filles d'Atlas et de l'Océanide Éthra.
Elle a six sœurs avec lesquelles elle forme le groupe des Pléiades dont elle est la benjamine. Ces sœurs sont Maïa (l'ainée et mère d'Hermès), Alcyone, Astérope, Céléno, Taygète et Mérope, la benjamine.
Elle a également un frère ou demi-frère, Hyas, et plusieurs autres sœurs ou demi-sœurs, les Hyades, enfants d'Atlas et de l'Océanide Éthra ou d'Atlas et Pléioné, Calypso (lorsque celle-ci est donnée comme fille d'Atlas) et les Hespérides, filles d'Atlas et d'Hespéris.

### Descendance
Électre a une liaison avec Zeus dont plusieurs enfants naitront:
Trois fils
- Dardanos,
- Émathion,
- Iasion.

Une fille (selon les auteurs)
- Harmonie.

## Mythologie

### Amours avec Zeus
Électre, comme deux de ses sœurs, était aimée de Zeus. De leur union naquirent plusieurs enfants :
- d'abord Dardanos, héros éponyme de la Dardanie et ancêtre de la dynastie de Troie, qui quitta le pays où la Pléiade l'avait mis au monde pour se rendre en Troade[8], où il épouse Batia, la fille du roi local Teucros, qui chez Eustathe de Thessalonique s'appelle Myrina[9]. Il fonde alors la ville de Dardanie et est à l’origine du peuple des « Dardaniens »[10]. Il est le père d'Ilos et d'Érichthonios[10] ;
- le deuxième fils qu'eut Électre de Zeus fut Iasion, qui, à l'âge adulte, fut l'amant de la déesse Déméter[11],[12]: de leurs amours naitra Ploutos, dieu de la richesse et donc, petit-fils d'Électre. Chez Homère, Iasion meurt cependant foudroyé par Zeus, qui veut punir l’hybris qui l'a poussé à s'unir à une déesse[13],[14], foudroiement aussi rapporté par le pseudo-Apollodore avec un motif un peu différent, puisque chez lui Iasion tente de violer Déméter[15]. Une tradition tardive plus complète rapportée par Diodore de Sicile diverge assez notablement de la tradition archaïque : Zeus, souhaitant honorer son fils, lui enseigne les mystères sacrés, Iasion les étendant et étant le premier à y admettre des étrangers. Il épouse ensuite la déesse Cybèle dont il a un fils, Corybas. L'union avec Déméter n'est rapportée par Diodore que comme allégorique :

« Le vrai sens est que les blés de [Déméter], donnés à Iasion aux noces d'Harmonie, sont la source des richesses désignées par [Ploutos]. »

- enfin, ils eurent aussi une fille, Harmonie, que le roi des dieux attribua comme épouse au héros Cadmos[17]. Diodore de Sicile précise que leur mariage fut le premier pour lequel les dieux fournirent la fête du mariage, et que Électre donna comme cadeau de mariage les rites sacrés de la Grande Mère des Dieux (Rhéa-Cybèle), comme elle est appelée, ainsi que les cymbales et les bouilloires et les instruments du rituel[18]. Dans d'autres versions où Harmonie est fille illégitime d'Arès et d'Aphrodite, Électre est chargée de l'élever et de l'éduquer, étant alors sa mère nourricière[19] ;
- on lui attribuait parfois un quatrième fils, qu'elle aurait également de Zeus, Émathion, qui, contrairement à ses frères, resta à Samothrace et y régna jusqu'à sa mort, connu pour avoir été un allié de Dionysos pendant les guerres menées par le dieu en Inde.

### La légende "italique"
La version de la légende donnée par les populations italiques était tout à fait différente: la Pléiade Électre, épouse du roi étrusque Corythos, (selon certaines légendes fils de Zeus et d'Électre elle-même) a donné à son mari deux enfants: Dardanos et Iasion.

### Histoire de Palladion
La légende d'Électre était également liée au Palladion sacré. Zeus, frappé d'un violent amour pour Électre, a voulu la violer mais la jeune fille s'enfuit et demanda l'asile en se jetant sur la précieuse statue. Cependant, cela ne servit à rien car Zeus réussit son intention et rendit la jeune femme enceinte. Du sang, signe de virginité perdue, est tombé sur la statue, la profanant. En colère, la déesse Athéna, propriétaire du Palladion, jeta Palladion et Électre à terre. Dans d'autres versions ce fut Zeus lui-même, en colère contre l'opposition d'Electre, qui la jeta sur terre.
Selon d'autres légendes, c'est Électre qui a donné le simulacre sacré à son fils Dardanos, qui le plaça à l'intérieur de la ville qu'il a fondée, comme protection de toute la forteresse.

### Conquête de l'Inde par Dionysos
Elle apparait avec ses sœurs comme gage de bon augure lorsque Dionysos rassemble son armée pour sa guerre contre les Indiens :

« Alors que les hôtes armés se rassemblaient autour de Dionysos avec son thyrsos, l'étoile d'Elektra (Électre) s'est levée avec ses six sœurs dans le ciel en heureux augure du conflit; et la voix résonnante des Pléiades résonnait pour la victoire, faisant donné à Dionysos qui partageait le sang de leur sœur, donnant une égale confiance à l'hôte. »

Électre étant chez Nonnus la mère nourricière d'Harmonie, la grand-mère de Dionysos, et donc en un sens une ancêtre du dieu. Émathion, son plus jeune fils, fut aussi un allié de Dionysos pendant ces guerres.

### Parmi les Pléiades
Dans une histoire, les Pléiades, avec leurs demi-sœurs les Hyades, étaient des compagnes vierges d'Artémis, la sœur jumelle d'Apollon et fille de Léto et Zeus, et protectrice des chasseurs et des animaux sauvages. Les Pléiades sont ici des nymphes et, avec leurs demi-sœurs, étaient appelées les Atlantides, les Modonodes ou les Nysiades qui, ensemble, étaient les gardiennes de Dionysos enfant.
Orion poursuivit les Pléiades (nommées Maia, Electra, Taygete, Celaeno, Alcyone, Sterope et Merope) après s'être pris de passion pour leur beauté et de leur grâce. Artémis demande alors à son père Zeus de protéger les Pléiades et, pour ce faire, ce dernier les transforme en étoiles. Artémis entre alors dans une grande colère car elle ne peut plus voir ses compagnes adorées et demande à son frère, Apollon, d'envoyer un scorpion géant pour chasser et tuer Orion. Zeus transforme ensuite Orion en une constellation afin qu'il continue à poursuivre les Pléiades dans les cieux.
Dans une autre légende, les sœurs sont transformées en étoiles par Zeus parce qu'Orion est tombé amoureux d'elles et a poursuivi sans relâche leur affection pendant 12 ans. Au début, elles furent transformées en colombes, mais plus tard, avec Orion, en étoiles afin que le chasseur Orion les poursuive à jamais.
Dans une autre version, à la fin de la guerre de Troie, Électre, qui avait été témoin de tous les actes des descendants célestes de son illustre fils, fut consumée de douleur à la vue de la mythique cité de Troie en flammes. Par désespoir, elle a été transformée, avec ses sœurs, en étoiles, dans la constellation actuelle des Pléiades.
Dans les trois légendes, les Pléiades ont été transformées en étoiles et maintenant, avec leurs demi-sœurs, les Hyades (qui sont mortes en pleurant leur frère mort Hyas), font partie de la constellation d'étoiles du Taureau.

## Postérité

### Astronomie
- Elle a donné son nom à Électre, une étoile de l'amas des Pléiades.

### Littérature
- Électra d'Apliese est l'héroïne de La Sœur du soleil (2020), le sixième tome de la série littéraire Les Sept Sœurs de Lucinda Riley.